# Rezerwat przyrody Dębowa Góra (województwo lubuskie)
Rezerwat przyrody Dębowa Góra (dawniej Bogdaniec III) – rezerwat przyrody w województwie lubuskim, w powiecie gorzowskim, w gminie Bogdaniec.
Celem ochrony jest zachowanie ze względów naukowych i dydaktycznych fragmentu grądu środkowoeuropejskiego, w stanie zbliżonym do naturalnego. Niewielki fragment rezerwatu zajmuje też żyzna buczyna niżowa. W rezerwacie prowadzi się ochronę czynną.

## Podstawa prawna
Uznany Zarządzeniem Ministra Środowiska, Zasobów Naturalnych i Leśnictwa z dnia 11 grudnia 1995 r., w sprawie uznania za rezerwat przyrody (M.P. Nr 2/96, poz. 20). Zarządzenie weszło w życie 25 stycznia 1996 r.
Rezerwat posiada ustanowiony plan ochrony.

## Obszar rezerwatu
W skład rezerwatu wchodzi obszar położony w granicach administracyjnych powiatu gorzowskiego, gm. Bogdaniec, obrębu ewidencyjnego m. Bogdaniec o powierzchni 11,27 ha (dz. nr 201/2 – 1,95 ha, dz. nr 202/2 – 3,97 ha, dz. nr 230/1 – 4,18 ha, dz. nr 232/1 – 1,13 ha), w zarządzie Nadleśnictwa Bogdaniec.

## Flora
Powierzchnia drzewostanów w rezerwacie stanowi 93,8%. Wyróżniono tutaj jedną fazę rozwojową drzewostanu dojrzewającego jednowiekowego. Dominuje dąb, sosna, buk. Występuje też lipa, świerk, grab, brzoza brodawkowata, akacja. W warstwie krzewów występuje leszczyna zwyczajna. Przeciętny wiek drzewostanu wynosi 94 lata. Dominującym gatunkiem z przedziału 91–100 lat (90,8%) jest dąb, a pozostałe gatunki są w wieku 81–90 lat.
W runie występuje m.in. perłówka jednokwiatowa, marzanka wonna, gajowiec żółty, nerecznica samcza i prosownica rozpierzchła.